# William C. Quantrill
WIlliam Clarke Quantrill (Canal Dover, Ohio, 1837 - Louisville, Kentucky, 1865) fou un guerriller sudista. Fill d'un mestre d'Ohio, el 1857 es va traslladar a Kansas, on el 1860 fou acusat de robatori i assassinat. Va organitzar guerrilles irregulars, els Quantrill Riders, i les va posar al servei de la Confederació. El 21 d'agost del 1863 els seus homes saquejaren la població de Lawrence (Kansas), provocant 150 morts i 200 propietats destruïdes. Després matà 90 soldats a Baxter Springs. El 1864 marxà a Kentucky, on va morir de les ferides provocades en una escaramussa. Entre els membres del seu grup hi havia els germans Frank James i Jesse James i els germans Younger.